# Озерки (історичний район)
Озерки — історичний район на півночі Санкт-Петербург, включений в межу міста у 1963.
Район отримав свою назву від розташованих тут Суздальських, або Парголовских, озер.
Однойменна залізнична станція Жовтневої залізниці на ділянці Санкт-Петербург — Виборг і станція метро, яка вступила в дію 19 серпня 1988 року.
Територія входить до складу муніципального округу Шувалово-Озерки.

## Історія

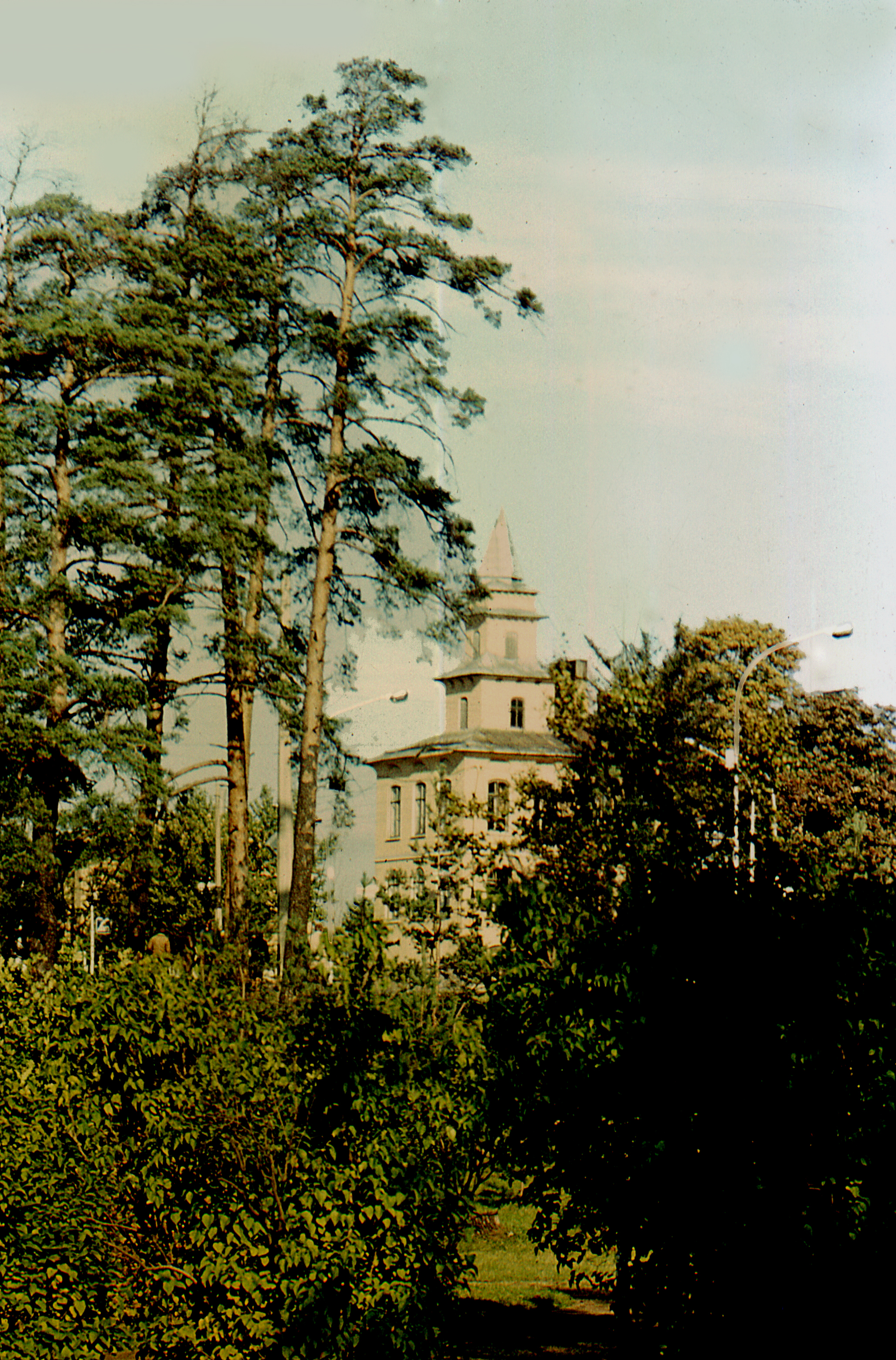
Вілла Бадмаєва (знищена)

Перші поселення на території району, які зафіксовані в письмових джерелах, з'явилися не пізніше 1500 року, коли окладна переписна книга Водской пятини фіксує на берегах озера Паркола селянські поселення (вони відносились до Воздвиженського Карбосельского цвинтаря із центром на Охті, й належали Никольському монастирю).
Нове освоєння району почалося ще в середині XVIII ст., заміські будинки й дачі представників багатьох знатних прізвищ Петербургу будувалися саме тут. З початку XX століття на Суздальських озерах влаштовувалися катання на човнах, ця традиція збереглася й до сьогодні.
На дачі в Озерцях у 1906 сталося вбивство Георгія Гапона.

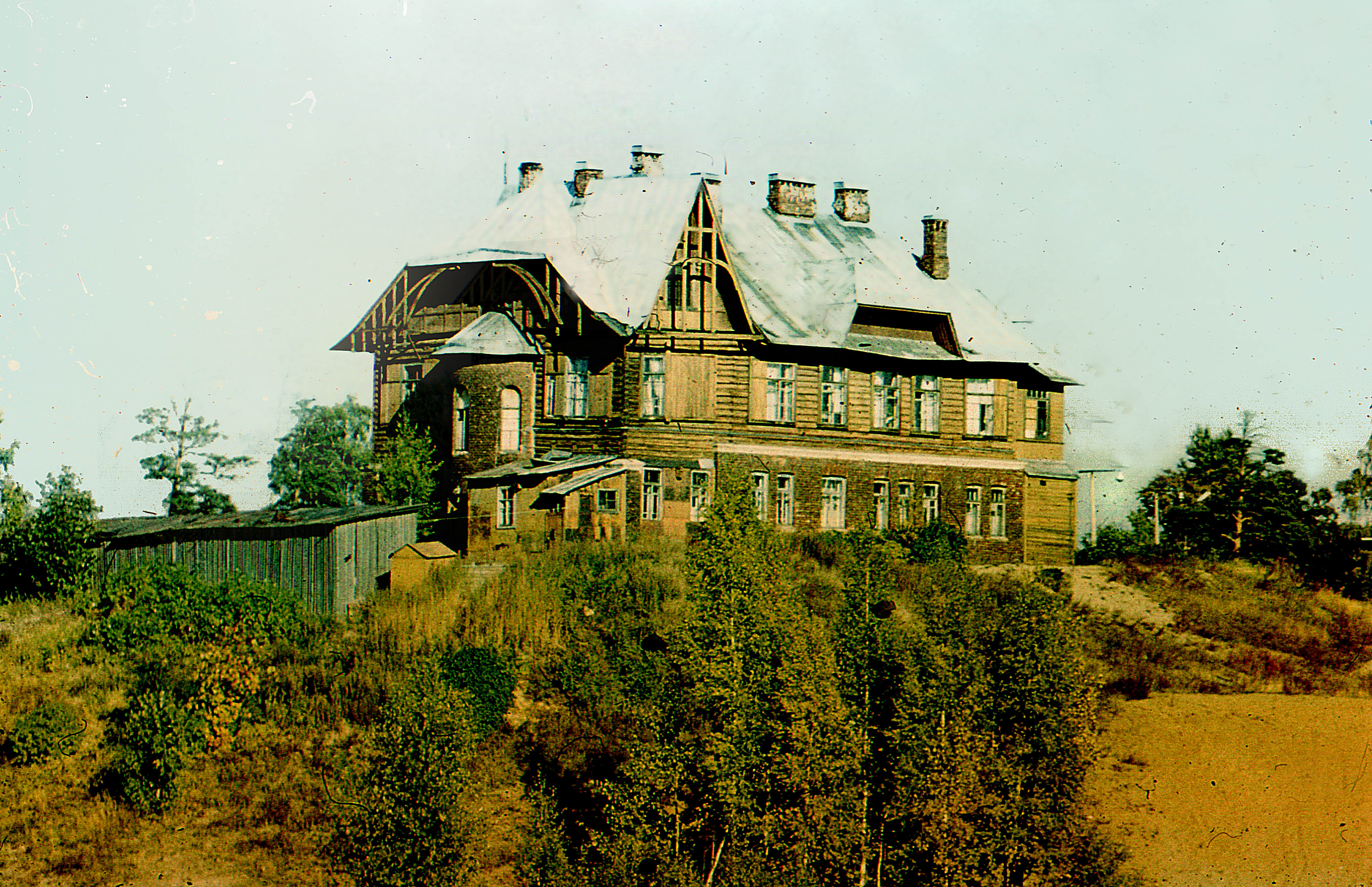
Петербург. Уклінна гора. Будинок у стилі «дерев'яний модерн» (не зберігся)

## Пам'ятки
- Спасо-Парголовська церква XIX століття.
- Будівля колишньої Троїцької церкви під Уклінною горою (з 1962 в будівлі розташовується Будинок молитви євангельських християн-баптистів[3])
- Уклінна гора
- Дача Лесснера (Варваринська вул., д. 12)
- Будинок купця Кудрявцева (Олександрівська вул., д. 2)
- Пам'ятник поету Сергію Єсеніну (кут Північного проспекту і вулиці Єсеніна)
- Пам'ятник мікробіологу П. Н. Кашкину (вулиця Сантьяго-де-Куба, бронзовий бюст, відкритий у 2005 році)
- Залізнична станція Шувалово

## Основні вулиці
- Велика вулиця Озерна (проходить уздовж Суздальських озер);
- Виборзьке шосе;
- вул. Єсеніна;
- вул. Композиторів;
- вул. Сантьяго-де-Куба (кол. Лікарняний пр.);
- пр. Луначарського;
- Поклонногорська вул.;
- Північний тощо;
- вул. Сікейроса;
- Суздальський тощо
- Навчальний пр. (у 1983-1990 рр. — вул. Віллі Песси);
- пр. Енгельса.

## Інфраструктура
- Навчальні заклади: Ломоносівська гімназія (Школа № 73), 65-я загальноосвітня школа;
- Магазини: «П'ятірочка», «О'кей», «Стрічка», «Ельдорадо»; «SPAR»; магазин «Інпельком», білоруський взуттєвий магазин «Articool»;
- Торгово-розважальні комплекси: «Пактор» (кол. «Бада-Бум»), «Озерки», «Вояж», «Родео Драйв», «Ярус»;
- Готель «Озерки»;
- Медицина: 2-я міська лікарня, лікарня Святого Великомученика Георгія, Ленінградська обласна клінічна лікарня[4];
- Кінотеатри: «Фестиваль», «Міраж-Сінема в Озерка», «Кронверк-Сінема» в ТЦ «Родео Драйв»;
- Нічні клуби: «Червоний перець», «Істерія»;
- Фотостудії: «Аквафотостудио» (вул. Єсеніна — в будівлі Заводу «Позитрон»);
- Книжковий супермаркет «Буквоїд», «Будинок Книги в Озерка»;
- Кав'ярні: «Чайникофф»;
- Ресторани: «Абхазький дворик» (Велика Озерна вул., 31).

## Озерки у творах літератури і мистецтва
- Блок Олександр Олександрович Незнайома, 1906
- Містер Малої пісня «Да-Да-Да», 2005
- DJ-108 пісня «Нероба», 2001
- Георгій Іванович Зуєв книга «Шувалово-Озерки», вид-во Центрполіграф 2008